# Айнтрахт (Брауншвейг)
«Айнтра́хт» (нім. «Eintracht Braunschweig») — німецький футбольний клуб з Брауншвейга. Заснований 15 грудня 1895 року.

## Досягнення
- Чемпіон Німеччини: 1967

## Виступи в єврокубках
| Сезон   | Змагання                     | Раунд | Країна            | Клуб            | Вдома | На виїзді | В сукупності |
| ------- | ---------------------------- | ----- | ----------------- | --------------- | ----- | --------- | ------------ |
| 1967–68 | Кубок Європейських чемпіонів | 1Р    | Албанія           | Динамо Тирана   | –     | –         | (т.п.)       |
|         |                              | 2Р    | Австрія           | Рапід Відень    | 2–0   | 0–1       | 2–1          |
|         |                              | 1/4   | Італія            | Ювентус         | 3–2   | 0–1       | 3–31         |
| 1971–72 | Кубок УЄФА                   | 1Р    | Північна Ірландія | Гленторан       | 6–1   | 1–0       | 7–1          |
|         |                              | 2Р    | Іспанія           | Атлетік Більбао | 2–1   | 2–2       | 4–3          |
|         |                              | 3Р    | Угорщина          | Ференцварош     | 1–1   | 2–5       | 3–6          |
| 1976–77 | Кубок УЄФА                   | 1Р    | Данія             | Гольбек         | 7–0   | 0–1       | 7–1          |
|         |                              | 2Р    | Іспанія           | Еспаньйол       | 2–1   | 0–2       | 2–3          |
| 1977–78 | Кубок УЄФА                   | 1Р    | СРСР              | Динамо Київ     | 0–0   | 1–1       | 1–12         |
|         |                              | 2Р    | Норвегія          | Старт           | 4–0   | 0–1       | 4–1          |
|         |                              | 3Р    | Нідерланди        | ПСВ             | 1–2   | 0–2       | 1–4          |

1 Ювентус обіограв Айнтрахт Брауншвейг 1–0 в плей-оф в Берні, щоб пройти до пів-фіналу
2 Айнтрахт пройшов до наступного раунда завдяки правилу виїзних голів.